# Starobielsk
Starobielsk (ukr. Старобільськ, ros. Старобельск) – miasto na Ukrainie, w obwodzie ługańskim, siedziba rejonu starobielskiego, od marca 2022 pod okupacją rosyjską.

## Położenie
Starobielsk leży nad rzeką Ajdar (dopływ Dońca), na południowy wschód od Charkowa. W przeszłości należał do obłastii (obwodu) woroszyłowgradzkiej, a obecnie do obwodu ługańskiego.

## Gospodarka
W mieście rozwinął się przemysł spożywczy, meblarski oraz odzieżowy.

## Historia

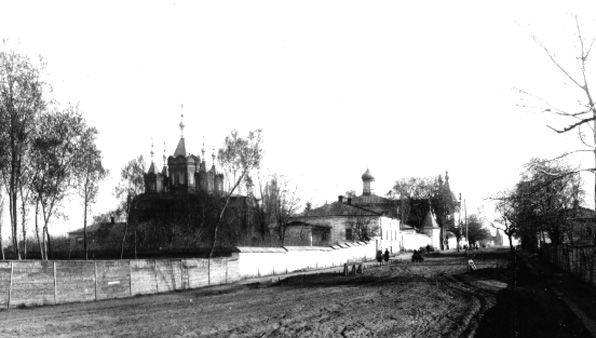
Klasztor Starobielski, który został przekształcony w obóz dla jeńców polskich

Tablica pamiątkowa w Starobielsku

Miasto powstało w 1686 roku, ale już w 1650 roku na wyspie między rozlewiskami rzeki Ajdar zbudowano placówkę dla ochrony południowych granic Rosji i drewniany kościół Matki Bożej Pokrowskiej.
W latach 30. XX wieku w mieście zbudowano fabrykę mechaniczną, fabrykę odzieży.
W latach 1939–1940 w Starobielsku na obszarze byłego klasztoru mieścił się obóz jeniecki dla Polaków, oficerów (także podchorążych) służby stałej i rezerwy Wojska Polskiego, wziętych do niewoli przez Związek Radziecki po zajęciu wschodnich obszarów Polski po 17 września 1939 roku.
W kwietniu i maju 1940 roku byli oni przewożeni sukcesywnie do Charkowa i rozstrzeliwani przez funkcjonariuszy Obwodowego Zarządu NKWD w Charkowie oraz pracowników NKWD przybyłych z Moskwy na mocy decyzji Biura Politycznego KC WKP(b) z 5 marca 1940 roku (część zbrodni katyńskiej). Zamordowani jeńcy są pochowani na Cmentarzu Ofiar Totalitaryzmu w Charkowie w Piatichatkach. 48 Polaków zmarło w obozie starobielskim i zostało pochowanych na starym cmentarzu miejskim, w 1994 roku przeniesiono ich ciała na cmentarz czmirowski.
W 1961 r. w mieście zbudowano fabrykę mebli.

## Demografia
- Według spisu powszechnego z 1897 roku Starobielsk liczył 13 123 osoby.
- 1975 – 22,7 tys. mieszkańców[3]
- 1989 – 25 053 mieszkańców[7][1]
- 2013 – 18 297 mieszkańców[8]

## Miasta partnerskie
- Lublin